# Зак, Леонид Александрович
Леонид Александрович Зак (1933—2011) — советский инженер-электромеханик, дважды лауреат Государственной премии СССР (1969, 1982).
Родился 20 февраля 1933 года в городе Александров Владимирской области в семье служащих.
Окончил школу № 370 в Москве (1950, с золотой медалью) и Московский энергетический институт (1956).
В 1956—1961 гг. инженер Вычислительного центра АН СССР.
С 1961 года и до последних дней работал в Институте точной механики и вычислительной техники АН СССР (РАН), с 1967 года начальник инженерно-конструкторского отдела.
Умер в апреле 2011 года.
Государственная премия СССР 1969 года (в составе коллектива) — за разработку и внедрение в народное хозяйство высокопроизводительной универсальной ЭВМ БЭСМ-6.
Государственная премия СССР 1982 года (в составе коллектива) — за участие в разработке вычислительной системы АС-6.